# Prințesa Caroline a Marii Britanii
Prințesa Caroline a Marii Britanii (Caroline Elizabeth; n. 10 iunie 1713, Herrenhausen-Stöcken⁠(d), Principatul Braunschweig-Lüneburg, Germania – d. 28 decembrie 1757, Greater London, Anglia, Regatul Marii Britanii) a fost membră a familiei regale britanice, al patrulea copil și a treia fiică a regelui George al II-lea.

## Tinerețe
Prințesa Caroline s-a născut la Palatul Herrenhausen în Hanovra, Germania, la 10 iunie 1713 (stil nou). Tatăl ei era Prințul Ereditar de Hanovra, fiul cel mare al Electorului de Hanovra. Mama ei era Caroline de Ansbach, fiica lui Johann Friedrich, Margraf de Brandenburg-Ansbach. A fost botezată a doua zi după naștere la Palatul Herrenhausen.
În urma "Act of Settlement" (1701), ea a devenit a șaptea în linia de succesiune la tronul britanic.

## Marea Britanie
În 1714, regina Anne a murit și bunicul Carolinei a devenit regele George I în timp ce tatăl ei a devenit Prinț de Wales. La vârsta de un an, Caroline și-a însoțit mama și surorile mai mari (Prințesa Anne și Prințesa Amelia) în Marea Britanie iar familia s-a stabilit la Palatul St James din Londra.
În 1722, la indicația mamei sale s-a imunizat de variolă prin variolizare, un tip de imunizare timpuriu popularizat de Lady Mary Wortley Montagu și Charles Maitland.
Prințesa Caroline a fost favorita mamei ei, și i se spunea "adevărul spus de Caroline Elizabeth" (sau "iubitoarea de adevăr"). Când avea loc un dezacord printre copiii regali, părinții ei o chemau pe Caroline pentru a afla adevărul.
Potrivit credinței contemporanilor, Prințesa era nefericită din cauza iubirii ei pentru un curtean căsătorit, Lordul Hervey. Când Hervey a murit în 1743, Caroline s-a retras la Palatul St. James cu mulți ani înaintea morții și se vedea doar cu familia și câțiva prieteni apropiați.
Era atât de nefericită încât își dorea să moară. Prinșesa Caroline a murit necăsătorită și fără copii la 28 decembrie 1757 la vârsta de 44 de ani la Palatul St James. A fost înmormântată la Westminster Abbey.